# サブジ

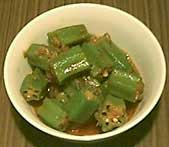
オクラのサブジー日本製　調理時間約10分　現地食堂一人前の量

サブジー（ヒンディー語：सब्ज़ी sabzī, ウルドゥー語: sabzī سبزی）と現地では語尾を伸ばす。日本では「サブジ (Sabji, Sabzi)」となぜか語尾を縮めて表記されるが、カタカナ表記では「サブジー」の方がより正確である。直訳すると「野菜」の単数形。北インド料理・パキスタン料理の一種で、野菜の蒸し煮、炒め煮のことである。これに肉や魚介類や玉子などの動物性食材が入るとサブジーではなくなる。また、日本の調味料のような動物性食材やアルコール類を使ったもの（麺つゆ、コンソメ、鶏がらスープの素、ワイン、料理酒、みりんなど）を入れると、現地でのサブジーではなくなる。ベジタリアンは動物性の加工品も食べないし、イスラム教徒はアルコール類を使った料理を食べることが宗教的に許されていないからである。現地でのサブジ―とは、ベジタリアンでもイスラム教徒でも安心して食べられる野菜料理である。一方、乳製品には動物の殺生が伴っていないので、ホウレンソウとカッテージチーズの料理はサブジーに分類されることがある。また、大粒のひよこ豆料理はダールではなくサブジーに分類されることもある。また、ジャックフルーツは果物だが、これもサブジーにされる。日本のカレーのように具を何種類も入れるのではなく、具は一つの料理に1 - 2種類のものが普通である。日本ではカレーの副菜や付け合わせのように扱われるが、宗教上の理由から動物性食材を食べない人々にとっては、これが主菜となる。廃仏毀釈が行われる前の日本では仏教による食材の制限があったが、明治以降の日本では主菜であるカレーに肉や魚介類などの動物性食材が入っていて当たり前であるし、「インド料理＝カレー」だと思い込んでしまっている日本人は少なからずいるので、これが主菜となることは現代の一般的な日本人にとって理解しがたいことである。
蓋のある一つの鍋を使い、植物油によって香辛料と香味野菜と塩を炒め、具の野菜を蒸し煮か炒め煮にして作る料理である。タマネギもナスもジャガイモも水にさらすことはない。日本ではカレーのじゃがいもをシチューのような大きさに切るが、現地では小さめに切るので、伝統的な作り方では下茹でや電子レンジの使用はしない。また、ホウレンソウはこまかく切るだけで下茹ではせず、伝統的な作り方では電動調理器具の使用はしない。塩と熱によって出た野菜の水分だけでできるので、素材が焦げるようなときを除いて基本的に水はほとんど加えない。そのため、日本のカレーのように煮込まないし「ルー」はない。主に使われる香辛料は調理に使用される順で、クミンシード、コリアンダー（パウダー）、唐辛子（パウダー）、ターメリック（パウダー）、仕上げにガラムマサラ。主に使われる香味野菜はニンニク、ショウガ、タマネギとトマト（この二つ、いずれも調味料であって具ではないので、細かく切って調理のはじめの方で形がなくなるまで炒める）。各配分は作る人によって異なり、店や家庭によって味は千差万別である。たとえば、クミンシードではなくクミンパウダーを使う店、ショウガは使ってもニンニクは使わない家庭、タマネギは使ってもトマトは使わない家庭、ガラムマサラを使わない店、クミン6：コリアンダー4の比率の店、クミン3：コリアンダー7の比率の家庭、フェヌグリークやカルダモンやシナモンやクローブなど他の香辛料を加える店や家庭などなど。そのため、これらの素材の部分では自由度の高い料理であると言える。
現地ジャングル奥の洞窟に住む聖人から、農村部の一般家庭、大都市の一般家庭や食堂などまで、幅広く作られて食べられている料理である。現地の大衆食堂では、日本のカレーライスのように単品で注文するのではなく、2 - 3種類のサブジーを汁物（ダール）や漬物（アチャール）と共にそれぞれ小皿で注文し、これも別皿で注文したロティやご飯などの主食と共にあれこれ食べて味の違いを楽しむのが普通である。そのため、食堂でのサブジー一人前の量は、日本のカレー一人前の量の半分以下である。定食を注文すると、それらが一枚の大皿（ヒンディー語：थाली：Thārī：ターリー）に乗って出てくることもある。料理名に「サブジー」を付けなくても、ただ野菜名を言うだけで現地の食堂では通じる。ベジタリアンの多いインドと共に、肉食が一般的なパキスタンでもキーマなどの肉料理と共によく食べられている。ネパールでもサブジーと同じようなものがあるが、ネパール語ではそれを तरकारी：Tarakārī：タルカリーと言い、これも直訳すると「野菜」の単数形。日本のインド・ネパール料理店では、「タルカリ」と銘打って肉類を混ぜているところもあるが、それは日本人特有の発音と食材の好みに対する配慮であり、現地の「タルカリー」に肉類は一切入っていない。

## 主なサブジー料理（ヒンディー語：ウルドゥー語：両方の大体の発音：日本語読み）
ヒンディー語は英語と同じく左から右へ、ウルドゥー語は右から左へと読む。
- オクラのサブジー（भिंडी：بھنڈی：bhindee：ビンディー）
- じゃがいものサブジー（आलू：آلو：aaloo：アルー）
- カリフラワーのサブジー（गोभी：گوبھی：gobhee：ゴビー）
- じゃがいもとカリフラワーのサブジー（आलू गोभी：آلو گوبھی：aaloo gobhee：アルーゴビー）
- キャベツのサブジー（पत्ता गोभी：پتی گوبھی：patta gobhee：パッタゴビー）
- じゃがいもとグリーンピースのサブジー（आलू मटर：آلو مٹر：aaloo matar：アルーマタル）
- ナスのサブジー（बैंगन：بینگن：baingan：バインガン）
- じゃがいもとナスのサブジー（आलू बैंगन：آلو بینگن：aaloo baingan：アルーバインガン）
- ナスときのこのサブジー（बैंगन मशरूम：بینگن مشروم：baingan masharoom：バインガンマッシュルーム）
- かぼちゃのサブジー（कद्दू：کدو：kaddoo：カッドゥー）
- ピーマンのサブジー（हरी मिर्च：ہری مرچ：haree mirch：ハリーミルチ）
- ひよこ豆のサブジー（चना：چنے：chana：チャナー）
- ゴーヤーのサブジー（करेला：کریلا：karela：カレーラ）
- ジャックフルーツのサブジー（कटहल：کٹھل：kathal：カタハル）
- ホウレンソウのサブジー（पालक：پالک：paalak：パーラク）
- ホウレンソウとナスのサブジー（पालक बैंगन：پالک بینگن：paalak baingan：パーラクバインガン）
- ホウレンソウとカッテージチーズのサブジー（पालक पनीर：پالک پنیر：paalak paneer：パーラクパニール）